# クリちゃん
クリちゃんとは1951年2月1日に夕刊朝日新聞（朝日新聞の僚紙）で連載開始され、1951年10月1日から1965年3月31日にかけて朝日新聞夕刊に連載されていた根本進作の4コマ漫画である。
クリちゃんのモデルとなったのは、根本進の長男、根本健（1948年東京生まれ）である。クリちゃんの名称は健が天然パーマでクリクリとした髪質だったことに由来する。

## 備考
- この作品は、擬音を除いてほとんどセリフが登場しないサイレントマンガとして描かれていた。ただし、末期は、ふきだしこそないものの、セリフが登場していた。
- 父親はサラリーマンであるが、サラリーマンとしての描写は一切描かれておらず、あくまで幼児・クリちゃんを主役に、その日常生活を描き通した。従って、社会風刺もほとんどなく、そのまま取り纏めて幼児向け絵本として出版しても通用するような内容であった。
- 1963年4月1日には、当時朝日新聞朝刊に連載されていた『サザエさん』（長谷川町子）にクリちゃんと祖父が登場、といっても、サザエを始めとする磯野家との共演ではなく、エイプリルフールでの長谷川のイタズラで、いきなりタイトルが「クリちゃん」、1コマ目と2コマ目はクリちゃんが雨の日に祖父に傘を渡す場面、3コマ目は読者が「アレッ!これ夕刊か!?」と驚く場面、そして4コマ目は長谷川が登場して「とは思わなかった？」と笑いながら語り掛けていた[1]。
- 最終回は、1コマ目から3コマ目までアルバムに収められたクリちゃんの写真が描かれ、それぞれ「1歳のとき」「5歳のとき」「14歳のとき」と見出しが付いていたが、全くといっていいほど顔が変わっていなかった。そのため4コマ目では、クリちゃんが作者に「おわりまでかわってないじゃないか」とクレームをつける（そしてその様子を、祖父をはじめとしてクリちゃんを取り巻く大人たちが見守る）、という内容だった[2]。
- クリちゃんは1960年代に三菱信託銀行（現：三菱UFJ信託銀行）のイメージキャラクターとして使われていた。
- かつて存在したキングレコードの童謡レーベルにクリちゃんをイメージキャラクターとした「クリちゃんレコード」がある[3]。
- 国鉄監修・交通公社の時刻表（現在のJTB時刻表）で、国鉄末期に「国鉄営業案内」（ピンクのページ）の見出しにクリちゃんのイラストが用いられていた[4]。

## 単行本
1970年からさ・え・ら書房刊で全4冊の単行本が出版されたがその後絶版になった。
- クリちゃん オレンジの本
- クリちゃん きいろの本
- クリちゃん みどりの本
- クリちゃん そらいろの本